# Bika mnohokvětá

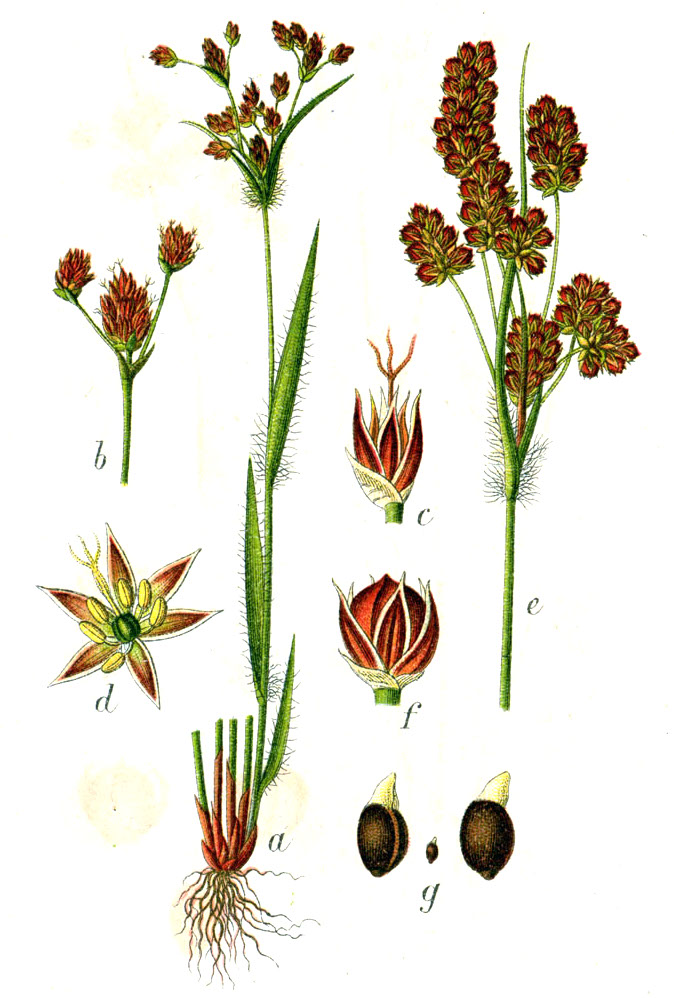
Zobrazení biky mnohokvěté

Bika mnohokvětá (Luzula multiflora) je na prvý pohled trávě podobná, středně vysoká, planě rostoucí rostlina s květenstvím složeným z velkého počtu drobných klásků. Patří do příbuzenského druhu biky ladní, který charakterizují strboulovitě sblížené květy skládající kružel a tupé, ztloustlé konce listů.

## Rozšíření
Druh je původní ve velké části mírného pásma severní polokoule. Roste v celé Evropě, včetně Islandu a její areál dále sahá přes Sibiř, území Kavkazu a Střední Asie, severní Číny a Mongolska až na Dálný východ a pokračuje do Koreje i Japonska. Doma je také v severní Indii a oblastech přiléhajících k Himálaji, v Íránu, Turecku a okolo Středozemního moře v Severní Africe. Je také původním druhem v Severní Americe, kde se vyskytuje v širokém pásu od kanadských subarktických oblastí až po 33. rovnoběžku ve Spojených státech, včetně arely v tropické Kostarice ve Střední Americe. Zavlečena byla do Austrálie a na Nový Zéland. Vystupuje až do nadmořské výšky 3600 m.

## Ekologie
V České republice je poměrně hojná, větší koncentrace jejich lokalit je ve vyšších polohách. Je vlhkomilnou rostlinou otevřených lesů a travnatých ploch, často osídluje i narušené půdy. Nejčastěji se vyskytuje ve světlých, nevysychavých lesích, po jejích okrajích a pasekách, na vřesovištích, podél lesních cest i na vlhkých horských loukách a pastvinách. Vyžaduje kyselé písčité nebo hlinité půdy, které jsou dostatečně propustné. Kvete na konci jara a počátkem léta.

## Popis

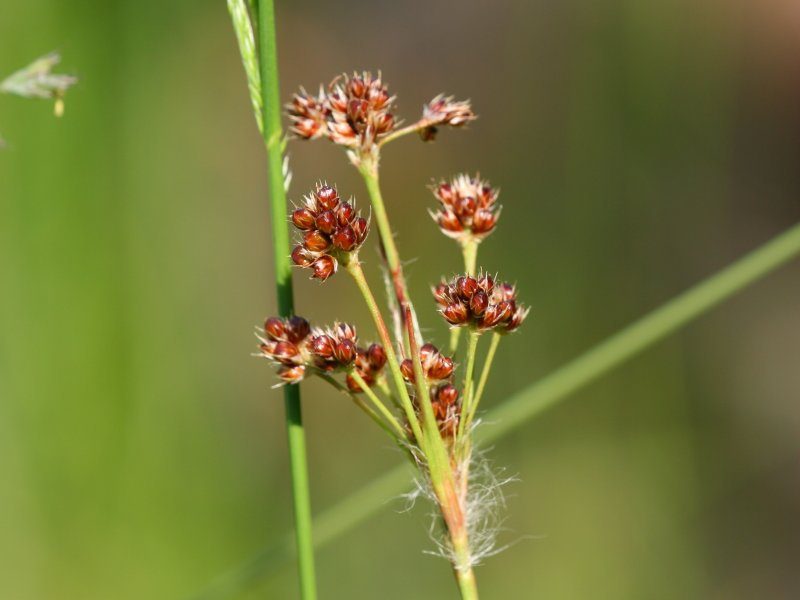
Květenství

Vytrvalá, trsnatá bylina rostoucí z kratičkého oddenku s vláknitými kořeny bez odnoží. Lodyhy dlouhé 15 až 45 cm jsou přímé, hladké, oblé a jen řídce olistěné. Spodní listy jsou drobné a obvykle jsou tvořené jen pochvami načervenalé nebo šedé barvy. Horní dva až tři listy bývají vztyčené, jsou dlouhé 3,5 až 12 cm, úzce kopinaté, mají tupou špičku, ke konci jsou mírně ztlustlé, při ústí uzavřených pochev jsou chomáčky chlupů a po okraji jsou listy chudě brvité.
Květenství je kružel tvořený obvykle třemi až dvanácti vejčitými nebo válcovitými klásky s osmi až osmnácti květy. Většina klásků má tuhé stopky a jsou i po odkvětu přímé a rozestálé šikmo vzhůru, dva klásky v květenství bývají obvykle přisedlé. Spodní listen mívá stejnou délku jako květenství.
Květy mají šest 3 mm velkých, široce kopinatých okvětních lístků ve dvou přeslenech. Všechny jsou světle hnědě až tmavě hnědě se světlejším blanitým lemem. Délky okvětí nedosahuje šest tyčinek se žlutými prašníky, které bývají 1,5 až 2násobně delší než nitky. Čnělka je stejně dlouhá nebo kratší než horní trojplodolistový, jednopouzdrý semeník se třemi vajíčky nesoucí tříramennou vějířovitou bliznu. Květy neprodukují nektar a jsou opylovány hlavně anemogamicky.
Plod je hnědá, hladká, vejčitá, přisedlá, nepukavá tobolka velká okolo 2,5 mm. Obsahuje tři tmavá, vrásčitá, vejčitá semena dlouhá 0,7 až 0,9 mm, která mají úzké masíčko sahající téměř do poloviny semene.

## Význam
Bika mnohokvětá je bez valného ekonomického významu. Přestože roste na loukách a pastvinách a bývá často součástí travnatých porostů, nemá pro pícninářství význam. Není pro domácí býložravce vhodnou potravou, neradi ji spásají. Její využití v okrasném zahradnictví se také příliš nerozšířilo.